# 前皮神経絞扼症候群
前皮神経絞扼症候群（ Anterior Cutaneous Nerve Entrapment Syndrome : ACNES ）は、腹壁の慢性的な痛みを生じる神経絞扼疾患である。  これは、肋間神経下部(T7～12）の神経終末が腹直筋に絞扼されることで発症する。通常は腹部前面に局所的かつ限局的な強い神経痛（神経障害性疼痛）を引き起こす。
ACNESは、約2000人に1人の発症率と推定されている。だが見落としや医療者の認識不足のため見過ごされている患者も多数存在すると考えられている。 
この疾患に対する認識不足により、診断の大幅な遅れや誤診、不必要な検査や処置が行われる事も多い。  ACNESの症状は過敏性腸症候群や急性虫垂炎とよく似た症状を呈する場合もあるため、これらの疾患と誤診されることもよくある。  

## 兆候と症状
ACNES患者は通常、一部の神経系に作動する薬剤(プレガバリン、トラマドールなど)を除いて、NSAIDsやアセトアミノフェンなどの標準的な鎮痛薬による疼痛緩和は限定的である。 患者は頻繁に吐き気や腹部膨満感、持続する体重減少を伴う食欲低下、排便異常など消化器系や自律神経の異常に類似した症状を呈する。 
ACNESによる痛みは腹直筋の緊張に関連しているため、どのような動きでも痛みを悪化させる。 安静臥床が最も痛みが少ない体勢である。 多くの患者は疼痛側を下にして眠れないと報告されている。 

## 原因
ACNESでは肋間神経前皮枝が腹直筋を通過する部分で圧迫を受ける。 この結果、一過性の虚血による神経障害(神経性疼痛)が起きる。 

## 診断
患者の現病歴からACNESが疑われると、徹底的な身体検査を行うことで診断を下すことが可能である。頭を持ち上げたり脚を伸ばしたりすることで腹筋を緊張させ、痛みがより悪化する部位を探る（カーネット徴候）。  ほとんどの場合、最も痛みが生じる領域は小さく限局しており、より広い範囲で生じる皮膚感覚異常(知覚低下、知覚過敏、痛覚過敏、温冷認識変化など)が生じる領域で覆われる。 病側の皮膚を指で挟むと、反対側(健側)に比べて強い痛みを感じる。 
ACNESの確定診断には、腹壁の疼痛点の近傍に局所麻酔薬を注入し疼痛の改善を確認する検査が必要である。 

## 治療
治療の第一選択は局所麻酔薬の注入である。局所麻酔薬にコルチコステロイドを組み合わせる場合もある。 これにより、患者の 3 分の 2 に持続的な疼痛緩和がもたらされる。 この疼痛緩和処置に対する有益作用は、前向き二重盲検試験で実証されている。  局所注射の物理的な質量によって、閉塞症状の原因となっている癒着や線維化が解除されている可能性もある。 
局所的なトリガーポイント注射(痛みを感じる点を狙った局所注射)を繰り返し行っても反応しない患者には、外科的な処置が試みられる場合もある。 肋間神経末端枝は腹直筋前鞘の位置で外科的に切除される（「前神経切除術」）。 いくつかの大規模試験では、この手術にて約3分の2の患者で良好な反応が示され、別の前向き二重盲検比較試験でも確認された。この試験では神経切除術を受けたグループの73％に痛みの消失が認められたのに対し、神経を切除しなかったグループでは18％であった。  前神経切除術で症状の改善がみられない患者、または最初の無痛期間後に疼痛が再発する患者 (約10%) は、二次手術を受けることを選択する場合がある。 この時、後部神経切除術と組み合わせた繰り返しの手術等も検討される。 2次手術にて約50％の症例に効果がみられたことが報告されている。  

## 疫学
ACNESは若年女性に多く見られるが、男女ともに、また各年齢層で発生する可能性がある。 